# São Vicente-sziget
São Vicente (portugálul: Ilha de São Vicente) kis sziget a Zöld-foki Köztársaságban, az északi (Barlavento) csoport tagja.
A sziget közös közigazgatási egységet képez a szomszédos Santa Luzia-szigettel São Vicente név alatt.
Maga a sziget 227 km², központja és egykor fő kikötője Mindelo, ez a város egy öbölben fekszik amely egykor vulkanikus kráter volt. A sziget nemzetközi reptere São Pedrón található. São Pedro valójában egy csodálatos tengerpart és az itt található kis halászfalu neve is. A part a nagy hullámok miatt néha veszélyes, ugyanakkor a téli időszakban a világ egyik leghíresebb szörf helye. A sziget legmagasabb hegye a Monte Verde (Zöld Hegy), mely 750 m magas. Egyéb jelentős hegycsúcs a Monte Cara és a Topona.

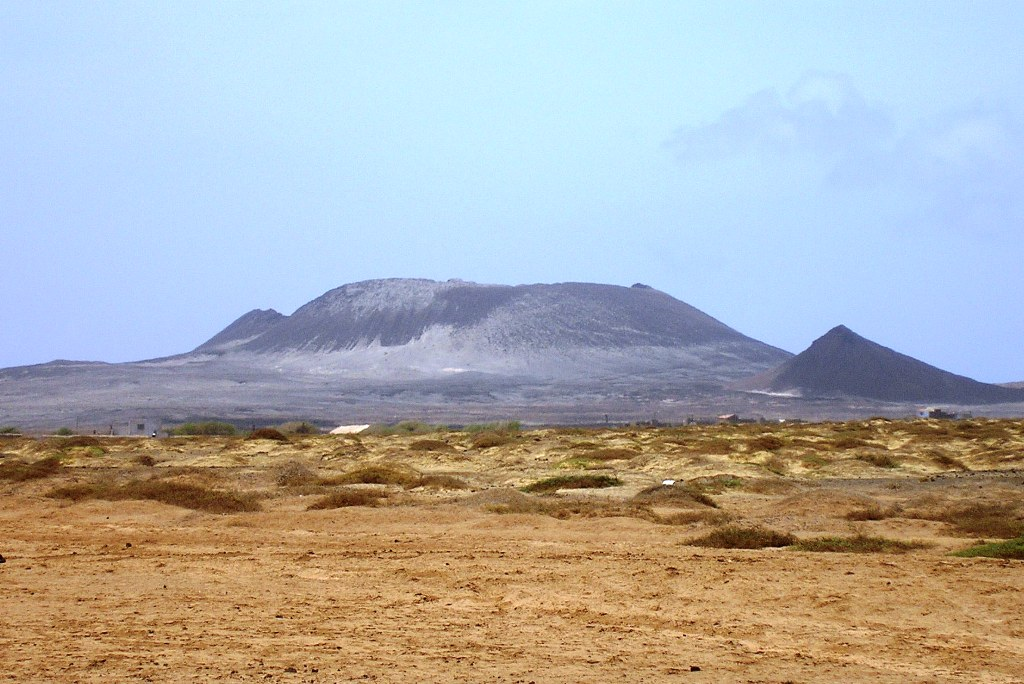
A Viana tűzhányó

A sziget az utóbbi években szárazságtól és súlyos vízhiánytól szenved, emiatt a növényzet gyér, és a föld tápanyagban szegény. Az évezredek alatt sok növény alkalmazkodott a környezethez és ezáltal endemikussá vált. Az éghajlat trópusi és száraz, a hőmérséklet egész évben kb. 24 °C. Az óceán hőmérséklete 22-25 °C. Két évszak különül el: egy november-júliusig tartó száraz, és egy augusztus-októberig tartó esős évszak. A csapadék elsősorban szeptember-november eleje között esik.
A természeti erőforrások és a vízhiány miatt a gazdaság alapja elsősorban a kereskedelem és a szolgáltatások.
A lakosság megélhetése a halfeldolgozásra és a turizmusra épül.